# Josef Pospíšil (politik)
Josef Pospíšil (11. března 1909 Vídeň – ???) byl český a československý, politik Komunistické strany Československa, poúnorový poslanec Národního shromáždění ČSR a ministr železnic vlády Československa.

## Biografie
Pocházel z dělnické rodiny. V mládí byl aktivní v tělocvičné jednotě DTJ a FDTJ. Vystudoval vyšší průmyslovou školu strojní a pak pracoval do roku 1926 v Královopolské továrně na stroje jako konstruktér. V roce 1926 byl přijat do Československých státních drah jako výpravčí. Od roku 1945 byl přednostou stanice v Opatově v Čechách. Od roku 1946 zasedal v zemském národním výboru. V roce 1948 se uvádí jako přednosta stanice ČSD a člen zemského národního výboru, bytem Opatov v Čechách.
Ve volbách roku 1948 byl zvolen do Národního shromáždění za KSČ ve volebním kraji Pardubice. V parlamentu zasedal až do konce funkčního období, tedy do voleb roku 1954.
V roce 1948 se stal předsedou Krajského národního výboru v Pardubicích. Podílel se na provádění únorového převratu. Obdržel Řád 25. února. V prosinci 1951 byl jmenován do funkce náměstka ústředního ředitele Československých státních drah. Pak od srpna 1952 do září 1953 zastával post ve vládě Antonína Zápotockého a Viliama Širokého, v níž byl ministrem železnic.